# Sunnyvale (Texas)
Pour les articles homonymes, voir Sunnyvale.
La ville de Sunnyvale est située dans le comté de Dallas, dans l’État du Texas, aux États-Unis. Sa population s’élevait à 5 130 habitants lors du recensement de 2010, estimée à 6 491 habitants en 2017.

## Démographie
| Groupe            | Sunnyvale | Texas | États-Unis |
| ----------------- | --------- | ----- | ---------- |
| Blancs            | 68,4      | 70,4  | 72,4       |
| Asiatiques        | 20,5      | 3,8   | 4,8        |
| Afro-Américains   | 6,2       | 11,9  | 12,6       |
| Métis             | 2,7       | 2,7   | 2,9        |
| Autres            | 1,9       | 10,6  | 6,4        |
| Amérindiens       | 0,4       | 0,7   | 0,9        |
| Total             | 100       | 100   | 100        |
|                   |           |       |            |
| Latino-Américains | 8,7       | 37,6  | 16,7       |

## Source
- (en) Cet article est partiellement ou en totalité issu de l’article de Wikipédia en anglais intitulé « Sunnyvale, Texas » (voir la liste des auteurs).

1. ↑  (en) « Sunnyvale, TX Population - Census 2010 and 2000 », sur censusviewer.com.
2. ↑  (en) « Population of Texas - Census 2010 and 2000 », sur censusviewer.com.